# 路充國
路充国（?—?），西汉官员。
汉武帝元封四年（前107年），匈奴乌维单于派他的贵臣随王烏出使汉朝，到达汉朝长安不久病死。武帝派路充国佩二千石印绶，送他的灵柩归匈奴，乌维单于以为汉朝杀其使者，于是扣留路充国在匈奴。同年，汉武帝派郭昌为拔胡将军，屯守朔方来防备匈奴。路充国在匈奴前后七年，坚持不降。太初四年（前101年），匈奴且鞮侯单于刚刚即位，害怕汉朝趁机袭击，于是把路充国遣返。次年，汉武帝派苏武答报匈奴，结果苏武又被匈奴扣留了十九年。